# Paraferdina
Paraferdina is een geslacht van zeesterren uit de familie Ophidiasteridae.				

## Soorten
- Paraferdina laccadivensis James, 1976
- Paraferdina sohariae Marsh & Price, 1991